# Alba Satigny
Alba Satigny Trueba es un personaje de la novela de la escritora chilena Isabel Allende, La casa de los espíritus, Alba es la hija de Blanca y Pedro Tercero García, aunque por muchos años creyó que era hija del difunto Conde de Satigny, también era mentira la muerte del mismo.

## Biografía
Desde antes de su nacimiento, su abuela Clara decretó que estaba bendecida por las estrellas. Por esta razón, Clara decía que no necesitaba ir a la escuela, por lo que fue criada en la Gran Casa de la Esquina, en la cual mantuvo estrechos lazos con todos los miembros de la familia. Alba adoraba jugar en el sótano y pintar en la pared de su cuarto extrañas figuras y monstruos que inventaba, similares a los que su madre hacía en arcilla y su tía abuela en su inacabado mantel. Alba tenía el cabello verde como Rosa, sin embargo no heredaría su hermosura.
La joven tenía un gran genio intelectual, leía el periódico y los tratados de medicina de su tío Jaime a los cinco años. Sin embargo, a los siete años, cuando muere su abuela, fue enviada a una escuela inglesa. Ella entraría a la Universidad a estudiar Filosofía y Música, aquí se enamoraría de Miguel, un estudiante de Derecho, que era un revolucionario radical, el cual entraría a la guerrilla a raíz del golpe de Estado. Esta relación hizo que fuera encarcelada y torturada cruentamente por los militares del Golpe de Estado, su principal verdugo era Esteban García, quien abusó sexualmente de ella varias veces.
Es rescatada gracias a la intervención de Tránsito Soto, regresaría a su casa y junto con su abuelo recopilara todos los cuadernos de anotar la vida de su abuela y los propios testimonios de Esteban Trueba para completar los cuadernos. El libro finaliza con la muerte de Esteban, y Alba sentada sola en la mansión Trueba al fianco del cuerpo. En los últimos párrafos se revela que ella se encontraba encinta, aunque no estaba segura si era producto de las numerosas violaciones o de su amor con Miguel, aunque le daba igual, era su hijo.
- Datos: Q5662461